# Амін Шерні
Амін Шерні (фр. Amin Cherni; нар. 7 липня 2001, Париж) — туніський футболіст, захисник французького клубу «Лаваль» та національної збірної Тунісу.

## Клубна кар'єра
Народився 7 липня 2001 року в місті Париж.
У дорослому футболі дебютував 2020 року виступами за команду «Париж», у якій провів один сезон, взявши участь у 5 матчах чемпіонату. 
Своєю грою за цю команду привернув увагу представників тренерського штабу клубу «Парі 13 Атлетіко», до складу якого приєднався 2021 року, де відіграв наступний сезон своєї ігрової кар'єри.
У 2022 році уклав контракт з клубом «Шамблі», у складі якого провів наступний рік своєї кар'єри гравця. Більшість часу, проведеного у складі «Шамблі», був основним гравцем захисту команди.
До складу клубу «Лаваль» приєднався 2023 року. Станом на 21 грудня 2024 року відіграв за команду з Лаваля 48 матчів в національному чемпіонаті.

## Виступи за збірні
Протягом 2020–2021 років залучався до складу молодіжної збірної Тунісу. На молодіжному рівні зіграв у 8 офіційних матчах.
2023 року дебютував в офіційних матчах у складі національної збірної Тунісу.
| Дата       | Місто | Господарі | Результат | Гості               | Турнір                                  | Голи | Примітки |
| ---------- | ----- | --------- | --------- | ------------------- | --------------------------------------- | ---- | -------- |
| 17-11-2023 | Радес | Туніс     | 4 – 0     | Сан-Томе і Принсіпі | Відбір до ЧС 2026                       | -    | 89'      |
| 18-11-2024 | Радес | Туніс     | 0 – 1     | Гамбія              | Відбір до Кубка африканських націй 2025 | -    | 60'      |
| Усього     |       | Матчів    | 2         |                     | Голів                                   | 0    |          |